# 朱敬鉁
朱敬鉁（1555年1月2日—1560年1月14日）是明朝秦宣王朱懷埢之嫡二子，生母元妃崔多，《明史》、《明實錄》、《國榷》均未載此人。據《賜嫡子敬鉁墓碑》記載，朱敬鉁生於嘉靖三十三年十二月十日（合1555年1月2日），生而天資聰慧，秦宣王十分喜愛他。嘉靖三十七年賜名朱敬鉁。
在嘉靖三十八年十二月十七（合1560年1月14日），尚未來得及封世子的朱敬鉁因痘疹薨逝，年方六岁（虛歲），葬咸宁县高望之塬。
後來庶兄長秦靖王朱敬鎔在隆慶三年（1569年）嗣封秦王，未有追封諡號給朱敬鉁。